# سمیر زارد
سمیر زارد(به انگلیسی: Samir Zard) شیمیدان لبنانی-فرانسوی در زمینه شیمی آلی است که در سال ۱۹۵۵ میلادی در لبنان به دنیا آمد. عمده شهرت وی به دلیل کشف واکنش بارتون–زارد به طور مشترک با درک بارتون است.